# Foradada
Foradada – gmina w Hiszpanii, w prowincji Lleida, w Katalonii, o powierzchni 28,65 km². W 2011 roku gmina liczyła 184 mieszkańców.